# Va' dove ti porta il cuore (film)
Va' dove ti porta il cuore è un film del 1996 diretto da Cristina Comencini tratto dal romanzo omonimo di Susanna Tamaro.

## Soggetto e trama
Trieste. La nipote della protagonista Olga si chiama Marta ed è partita per l'America, dopo essere stata allevata per anni da Olga. A causa di alcune divergenze, tra nonna e nipote c'è l'accordo provvisorio di non contattarsi per un certo periodo. Sentendo di non avere più molto da vivere e giunta a poche settimane dalla sua morte, Olga sente tuttavia il bisogno urgente di confessare alla nipote Marta alcuni aspetti importanti della propria esistenza e della storia di famiglia. Per superare indirettamente il ponte del silenzio, decide di lasciarle il suo messaggio per iscritto.
Il film riprende la trama e l'intreccio del libro con alcune modifiche minori: viene ad esempio rappresentata, poco dopo l'inizio, la morte della narratrice Olga. Dato che l'intera vita di Olga viene narrata nel film, è stata necessaria la collaborazione di tre attrici delle rispettive età.
Come nel romanzo, i primi passaggi rappresentati sono quelli che indicano gli avvenimenti cronologicamente più recenti della storia. Compare infatti la figura di Olga intenta a scrivere i suoi ricordi in un suo diario-lettera, il cui contenuto viene esposto in due modi: visualizzando direttamente la scena con un flashback, oppure indirettamente, rappresentando l'atto di scrittura di Olga: quest'ultimo viene di solito commentato dalla voce fuori campo di Virna Lisi che cita alla lettera alcuni stralci dal libro.
Il film riprende l'approccio sentimentale del romanzo, arrivando addirittura ad amplificarlo in parecchie scene.
L'ultimo stralcio del film è quello in cui la nipote, profondamente commossa dopo essere ritornata ed aver letto il diario-lettera della nonna ormai defunta, si ricorda del suo messaggio principale, che non è altro che quello espresso dal titolo del film.

## Riconoscimenti
- 1996 - David di Donatello
  - Candidatura Migliore attrice protagonista a Virna Lisi
- 1997 - Nastro d'argento
  - Migliore attrice protagonista a Virna Lisi
  - Candidatura Migliore attrice non protagonista a Galatea Ranzi
- 1996 - Globo d'oro
  - Migliore attrice a Virna Lisi